# Pseudotrochalus nigritus
Pseudotrochalus nigritus är en skalbaggsart som beskrevs av Moser 1916. Pseudotrochalus nigritus ingår i släktet Pseudotrochalus och familjen Melolonthidae. Inga underarter finns listade i Catalogue of Life.